# Eptatretus caribbeaus
Eptatretus caribbeaus – gatunek bezszczękowca z rodziny śluzicowatych (Myxinidae).

## Zasięg występowania
Morze Karaibskie.

## Cechy morfologiczne
Osiąga maksymalnie 38,5 cm długości. 79–85 gruczołów śluzowych, w tym 11–13 na ogonie. 
Ubarwienie jasne lub bardzo jasne.

## Biologia i ekologia
Występuje na głębokości 365–500 m.